# Wonderbra

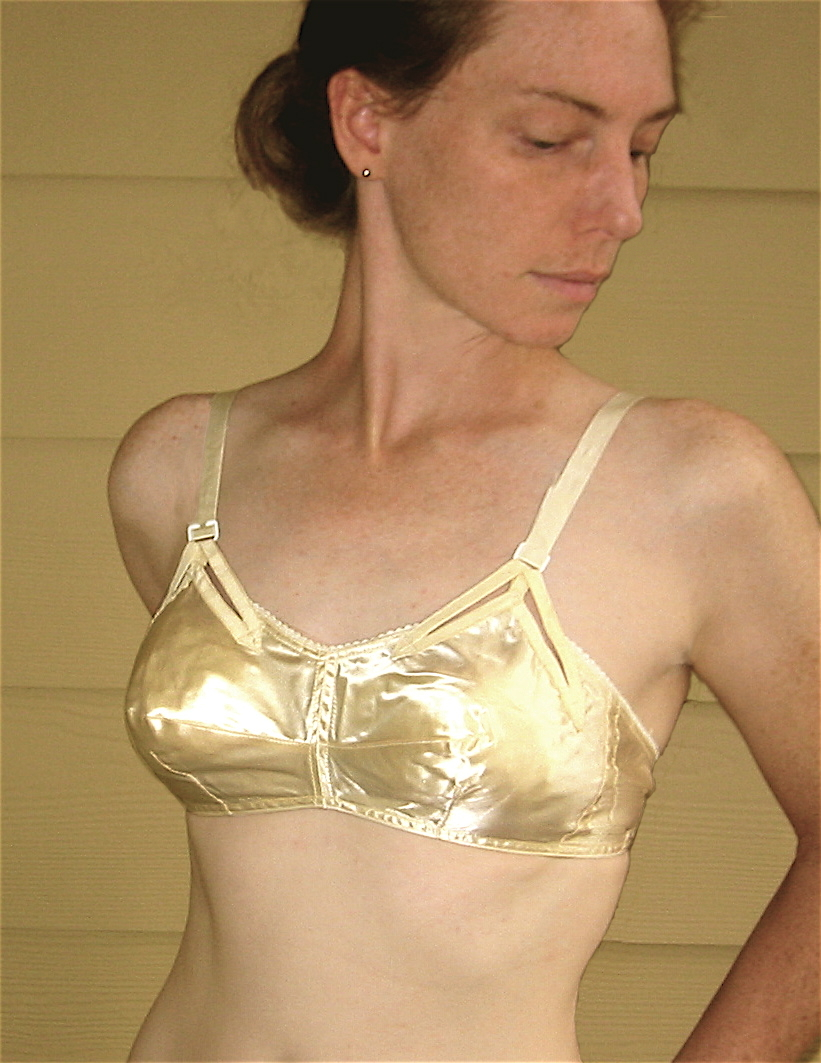
Бюстгальтер Wonderbra (1950)

Пуш-а́п бюстга́льтер (англ. Push up; «збільшувати, підвищувати»; також бюстгальтер-кошик, Wonderbra) — модель бюстгальтера, що коригує, підіймає і візуально збільшує розмір грудей з допомогою спеціального крою і вкладок-коректорів.

## Історія
Попередниками перших бюстгальтерів пуш-ап були надувні бюстгальтери, які користувались великим попитом. Однак вони швидко втратили свою популярність через незручність та непрактичність. У 1932 році форму бюстгальтера змінили, акцентуючи увагу на глибині чашок.
У 1935 році американець Ісраель Пайлот удосконалив крій бюстгальтера і зареєстрував товарний знак «Wonder-Bra» (укр. Диво-ліфчик). На відміну від продукції конкурентів чашка бюстгальтера щільно прилягала до тіла. У 1939 році в Канаді було засновано компанію Lady Corset Company, яка придбала права на бренд «Wonder-Bra» і ліцензію на патент. Згодом бренд отримав назву «Wonderbra» і став асоціюватись з бюстгальтером пуш-ап №1 у світі.
У 1947 році Фредерік Меллінгер, засновник компанії Frederick's of Hollywood, винайшов перший бюстгальтер з м'якою підкладкою. Вже через рік модель під назвою «Висхідна зірка» (англ. The Rising Star) набула широкого розповсюдження в США. Але справжній прорив стався у 1964 році, коли дизайнерка Луїза Пуарьє створила Wonderbra (модель 1300) для канадської компанії Canadelle. У 1972 році з'явився перший бюстгальтер Wonderbra з безшовними чашками, а у 1973 році було випущено нову версію знаменитої моделі 1300 із застібкою спереду.
У 1980-ті роки в моду входить чітко окреслений бюст зі звабливою улоговиною. Однак сенсацією Wonderbra став лише на початку 90-х років минулого століття. Не останню роль в цьому зіграв агресивний маркетинг. У 1994 році водії задивлялися на фото Єви Герцигової в бюстгальтері Wonderbra, що призводило до численних автомобільних аварій і заторів.
Сучасні бюстгальтери пуш-ап націлені на витягування грудей вперед і створення ефекту пружності та підтягнутості. Ефект створюється завдяки косим виточкам, особливій побудові пояса і мішечків для подушечок, завдяки яким збільшуються груди. Бюстгальтери Wonderbra прекрасно поєднуються з вечірніми та весільними нарядами, а також з обтягнутими майками та відкритими блузами.

## Матеріали
Бюстгальтери з ефектом пуш-ап шиють із натуральних та синтетичних матеріалів. Найзручнішим є бюстгальтер із лайкри. Він добре підтримує груди, не стискає і не натирає шкіру.
Сучасні бренди використовують для наповнення пуш-ап подушок як поролон, так і гідрогель. Деякі прогресивні дизайнери застосовують різні гіпоалергенні синтетичні матеріали як наповнювач. Найпопулярнішими є гідрогелеві вставки, адже вони приємні на дотик, мінімально деформуються при пранні і надають формам максимально природнього вигляду.
Існують також бюстгальтери з силіконовими вставками, які тримаються завдяки липкому шару. Застібка часто знаходиться спереду, але може розташовуватись і на спині. Чашки нерідко покриваються тонким текстильним шаром. Останнім часом стали набирати особливу популярність чашки, які наповнюються повітрям.

## Види пуш-апу
Бюстгальтер пуш-ап — універсальний предмет жіночого туалету. Завдяки особливому дизайну ліфчик Wonderbra дозволяє збільшувати груди на 1-2 розміри. Залежно від конструктивних особливостей, виділяють чотири рівні пуш-апу:  
- Перший рівень. М'яка чашка бюстгальтера створює мінімальний ефект збільшення грудей. Він не стискає молочних залоз і придатний для повсякденного носіння.
- Другий рівень. Бюстгальтери цього рівня доповнюються зйомними вкладками. Це дозволяє регулювати повноту чашок і рівень підтримки.
- Третій рівень. Бюстгальтери з гідрогелевою подушкою. Ці моделі ефектно зближують груди і забезпечують відмінну підтримку.
- Четвертий рівень. Бюстгальтери з пінним наповнювачем дозволяють збільшити груди на два розміри. Моделі з цим рівнем підійдуть власницям маленького бюсту, але не придатні для повсякденного носіння.